# Zapfenrollierstuhl

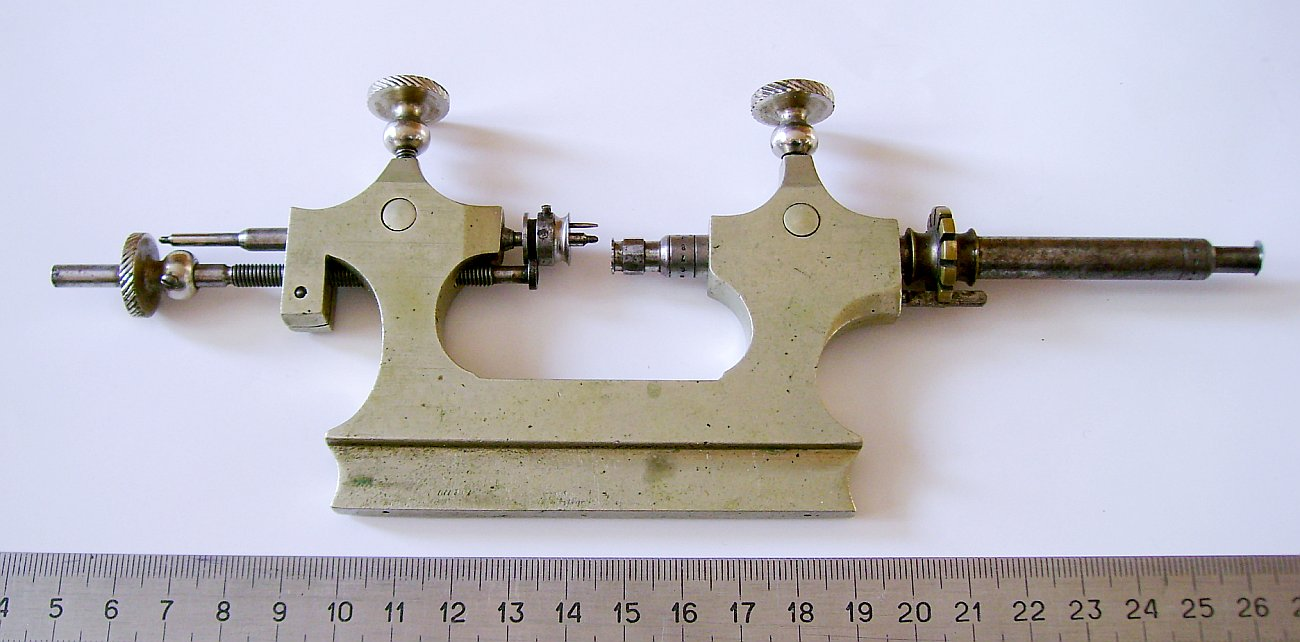
Zapfenrollierstuhl

Ein Zapfenrollierstuhl (auch Zapfenrolliergerät) ist ein Gerät aus der Uhrmacherei, das zum Glätten und Polieren von Zapfen verwendet wird, z. B. bei Wellen von Rädern und Trieben.

## Eigenschaften
Durch die Politur wird der Reibungswiderstand eines Zapfens im Lagerstein gemindert und somit die Gangreserve ausgedehnt und der Uhrgang verbessert. Durch Ansammlung von Schmutz im Uhrwerk und durch die Alterung des Uhrenöls werden die Zapfen teilweise abgeschliffen und mit Riefen versehen. 
Mit dem Zapfenrollierstuhl werden kleinere Beschädigungen der Zapfen entfernt. Die Politur im Zapfenrollierstuhl bringt einen Zapfen in eine kleinere, aber runde und glatte Form. Aufgrund der Materialabtragung beim Rollieren ist eventuell später ein Lagerstein mit kleinerem Loch erforderlich.

## Prinzip
Der Zapfenrollierstuhl besteht aus einem Hauptrolliergerät und variierenden Aufsätzen (Broschen) und kann mit einem Bogen von Hand oder mit einem Motor angetrieben werden. Das dem zu bearbeitenden Zapfen entgegengesetzte Ende der Welle eines Zahnrads wird in das Hauptrolliergerät eingespannt. Der zu bearbeitende Zapfen wird in eine Brosche als Halterung einlegt, deren Vertiefung kleiner als der Enddurchmesser des Zapfens nach der Politur ist. Mit einer Polierscheibe und einem Mikrometer wird der Enddurchmesser des Zapfens festgelegt. Bei einem motorgetriebenen Zapfenrollierstuhl drehen das Rad und die Polierscheibe in entgegengesetzter Richtung, während beim Handbetrieb die Polierfeile (synonym Rollierfeile) ortsfest oder mit einer Hin-und-Her-Bewegung verwendet wird.